# Jednorog
 Ovo je glavno značenje pojma Jednorog. Za zviježđe pogledajte Jednorog (zviježđe).
Prema mitologiji, jednorog je bijeli konj s rogom na čelu, čijim tijelom teče srebrna krv. Vjeruje se da onaj koji ga umori i pije njegovu krv, bit će zauvijek proklet. Osim toga, vjeruje se da njegova krv spašava čovjeka na umoru, ali spašena osoba tada je osuđena na prokletstvo poluživota. Prah napravljen od njegova roga smatra se čudotvornim lijekom za sve bolesti. O njegovom postojanju nedostaje čvrstih dokaza jer su navodni jednorogovi rogovi zapravo izduženi prednji zub narvala, rijetke vrste morskoga sisavca.
Jednorogov je izgled ranije mnogim prirodnjacima izgledao sasvim moguć. Bijelo ili zagasito žuto krzno, vitko mišićavo tijelo, kratka razigrana griva, brzina pokreta i ono najistaknutije, bijeli, veliki uvrnuti rog koji raste iznad njegovih očiju. Doživljavalo ga se kako dostojanstvenu životinju laganoga hoda, vitkoga tijela, duge grive, ponosno naglašenoga vrata i krupnih očiju.
O jednorogu se piše već više od 3000 godina. Pisci su najčešće ljudi zdravstvenoga i društvenoga ugleda. U njihovim očima jednorog je zaista postojao. Godine 1905. slovački su radnici, prokopavajući okno u jednom rudniku, otkrili životinjske kosture, a pretpostavljalo se da su to bili ostatci legendarnoga jednoroga, no istraživanja su se nastavljala. Dokazi postojanja jednoroga više se nisu našli.